# Peter Frederick Strawson
Peter Frederick Strawson (født 23. november 1919 i Ealing, London, død 13. februar 2006) var en britisk filosof, som i en periode havde Waynfleteprofessoratet i metafysik ved University of Oxford (Magdalen College). Han blev slået til ridder 1977 for sin indsats i filosofi.
Strawson voksede op i Finchley i det nordlige London, hvor begge hans forældre var lærere. Efter college i Finchley begyndte han ved St John's College i Oxford, hvor han studerede filosofi, politik og økonomi.
Strawson blev berømt for sin artikel "On Referring" (i Mind, 1950), i hvilken han kritiserede Bertrand Russells teori om "bestemte beskrivelser" – Definite description  – fra Theory of Descriptions (ofte forkortet til RTD). Han kunne anvende John Austins talehandlingsteori for at undergrave det grundlag som Russells problemformulering byggede på.
Endvidere er det for en stor del hans fortjeneste at metafysikken blev godtaget som en retning inden for den analytiske filosofi, først og fremmest med værket om bevidsthedsfilosofi, spørgsmålet om at definere begrebet ’individ’ og teorien om "personmonisme; den sidste indebærer en kritik mod Descartes' definition af bevidstheden. 
I metodologisk henseende var Strawson talsmand for hvad han kaldte konnektiv analyse, som bygger på den forestilling at begreber former netværk i hvilke de enkelte begreber er noder, knudepunkter. Ved analysen identificeres de begreber i netværket som ligger nærmest ved det studerede begreb. Denne metode har den fordel at cirkelanalyser godkendes, så længe de er fyldestgørende og informative.
1960 blev Strawson medlem af British Academy og var ordførende for Aristotelian Society. Hans søn Galen Strawson er også filosof.